# 亞美尼亞麝鼩
亞美尼亞麝鼩（Crocidura armenica）是一種小型哺乳動物，屬於鼩鼱科麝鼩屬，為亞美尼亞的特有種。